# Variety
Variety (lit. ‘Varietat’) és una revista estatunidenca dedicada al món de l'entreteniment, fundada a Nova York el 1905 per Sime Silverman com a diari setmanal que informava sobre teatre i vodevil.
Després de la sortida al mercat de la revista The Hollywood Reporter el 1930, Silverman va afegir el 1933 el Daily Variety, amb seu a Los Angeles, per cobrir la indústria del cinema. Variety.com, en funcionament des del 1998, inclou notícies d'entreteniment, ressenyes, resultats de taquilla, històries de portades, vídeos, galeries de fotos i funcions, a més d'una base de dades de crèdits, gràfics de producció i calendari, amb contingut d'arxiu que data de 1905. L'empresa va ser adquirida el 2012 per Penske Media Corporation (PMC), propietària també de Deadline Hollywood.
El desembre de 2022 va publicar per primera vegada la seva llista de les 100 millors pel·lícules de tots els temps.